# Louth (Lincolnshire)
Louth è una cittadina di 17 000 abitanti della contea del Lincolnshire, in Inghilterra.

## Amministrazione

### Gemellaggi
- La Ferté-Bernard, Francia